# Vílanec
Vílanec (en allemand : Willenz) est une commune du district de Jihlava, dans la région de Vysočina, en République tchèque. Sa population s'élevait à 317 habitants en 2024.

## Géographie
Vílanec se trouve à 8 km au sud de Jihlava et à 117 km au sud-est de Prague.
La commune est limitée par Jihlava au nord-ouest, par Čížov au nord-est, par Cerekvička-Rosice à l'est, par Suchá au sud et par Třešť à l'ouest.

## Histoire
La première mention écrite de la localité date de 1327.

## Administration
La composition se compose de deux sections :
- Vílanec
- Loučky